# Рјасоло (Кунео)
Рјасоло је насеље у Италији у округу Кунео, региону Пијемонт.
Према процени из 2011. у насељу је живело 133 становника. Насеље се налази на надморској висини од 224 м.